# Elene Gedevanisjvili

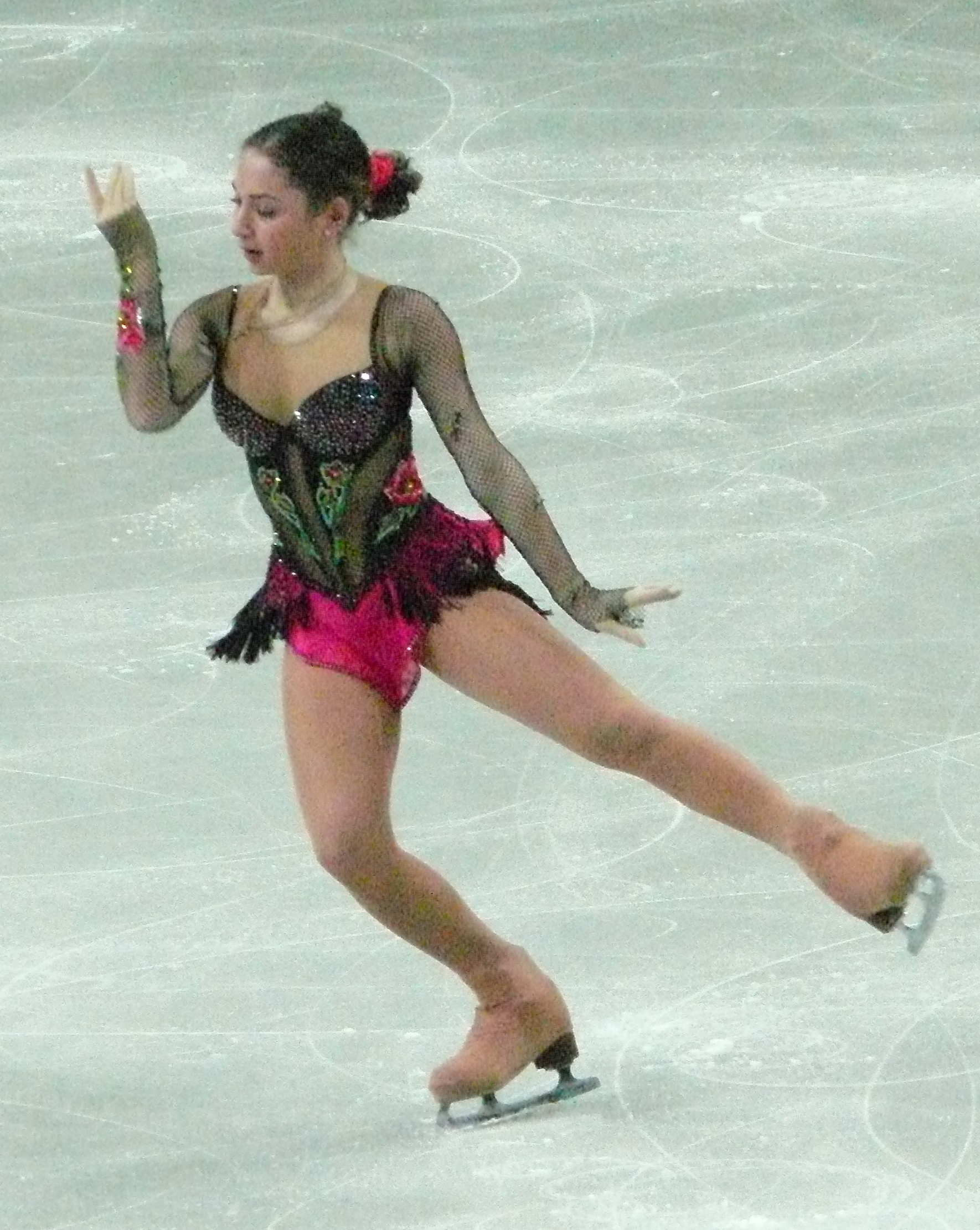
Elene Gedevanisjvili

Elene Gedevanisjvili (Georgisch: ელენე გედევანიშვილი) (Tbilisi, 7 januari 1990) is een Georgische kunstschaatsster. Ze is actief als soliste en haar huidige trainers zijn de Canadees Brian Orser, de wereldkampioen van 1987, en Ghislain Briand.
Ze debuteerde op een internationaal kampioenschap bij de senioren op het EK van 2006 waar ze vijfde werd en pr's schaatste. Op het WK van 2009 eindigde ze als vierde Europese vrouw, waren haar totaalscore en vrije kür score persoonlijke records, en was de tiende plaats haar beste eindklassering op een WK. De extra startplaats die ze hiermee voor 2010 verdiende voor Georgië werd dat jaar niet ingevuld. Op het EK van 2010 behaalde ze haar beste resultaat tot nu toe, ze veroverde haar eerste medaille op een internationaal kampioenschap door op de derde plaats te eindigen. Haar drie scores waren nieuwe persoonlijke records. Bij de Olympische Winterspelen in 2010, waar ze veertiende werd, verbeterde ze haar score op de korte kür. Op het WK van 2011 evenaarde ze met de tiende plaats haar beste eindklassering, haar score op de vrije kür was een nieuw pr. In 2012 verbeterde ze haar best score op de vrije kür en totaalscore op het EK van 2012 en behaalde ze voor de tweede keer de bronzen medaille op dit kampioenschap. Op het WK behaalde ze voor de derde keer de 10e plaats in de eindklassering. In het seizoen 2012/13 behaalde ze de 14e plaats op het EK en werd ze 29e op het WK. In het seizoen 2013/14 behaalde ze de tiende plaats op het EK en behaalde bij haar derde deelname aan de Winterspelen de 19e plaats.
Bij haar laatste deelname, ze was inmiddels 19 jaar, aan het WK voor junioren was ze dicht bij haar eerste internationale titel, ze stond na de korte kür eerste (met een nieuw pr score), in de lange kür reikte ze echter niet verder dan de elfde plaats wat haar uiteindelijk op de zesde positie deed eindigen.

## Persoonlijke records
| records             | punten | datum      | toernooi |
| ------------------- | ------ | ---------- | -------- |
| Hoogste totaalscore | 165.93 | 28-01-2012 | EK       |
| Hoogste korte kür   | 061.92 | 23-02-2010 | OS       |
| Hoogste vrije kür   | 108.79 | 28-01-2012 | EK       |

## Belangrijke resultaten
| Kampioenschap           | 01/02 | 02/03 | 03/04 | 04/05 | 05/06 | 06/07 | 07/08 | 08/09 | 09/10 | 10/11 | 11/12 | 12/13 | 13/14 | 14/15 |
| ----------------------- | ----- | ----- | ----- | ----- | ----- | ----- | ----- | ----- | ----- | ----- | ----- | ----- | ----- | ----- |
| Olympische Spelen       |       |       |       |       | 10e   |       |       |       | 14e   |       |       |       | 19e   |       |
| Wereldkampioenschap     |       |       |       |       | 14e   | 17e   | 20e   | 10e   | 18e   | 10e   | 10e   | 29e   |       | 22e   |
| Europees kampioenschap  |       |       |       |       | 05e   | 08e   | 07e   | 25e   | Brons | 08e   | Brons | 14e   | 10e   | 23e   |
| Nationaal kampioenschap | 04e   | Goud  |       |       |       |       |       |       |       |       |       |       |       |       |
| WK junioren             |       |       | 12e   | 05e   |       |       |       | 06e   |       |       |       |       |       |       |
| NK junioren             |       |       | Goud  |       |       |       |       |       |       |       |       |       |       |       |